# D'Molls (album)
D'Molls è il primo album dei D'Molls, uscito nel 1988 per l'Etichetta discografica Atlantic Records.

## Tracce
1. All I Want (Rexx, Valentine) 3:45
2. 777 (Dior, Freehill, Rexx, Valentine) 3:00
3. Rally Baby (Rexx, Valentine) 3:34
4. Dressed to Thrill (Rexx) 3:35
5. Supersonic (Priest, Rexx, Valentine) 3:34
6. D'Stroll (Rexx, Valentine) 5:57
7. All Night Long (Dior, Freehill, Rexx, Valentine) 3:25
8. French Quarter (Rexx) :50
9. Hi 'N' Lo (Rexx) 3:59
10. Crimes of Fashion (Dior, Priest, Rexx, Valentine) 2:59
11. A-C-T-I-O-N (Dior, Rexx, Valentine) 3:17

## Formazione
- Desi Rexx - voce, chitarra
- S.S. Priest - chitarra
- Lizzy Valentine - Bass, voce
- Billy Dior - batteria, voce